# Megan Keith
Megan Keith (Inverness, 23 aprile 2002) è una mezzofondista ed ex orientista britannica, ha vinto la medaglia di bronzo ai campionati europei nei 10000 metri piani.

## Biografia
Durante la sua adolescenza, Keith ha gareggiato nell'Orienteering e ha vinto medaglie d'oro ai Campionati europei e mondiali giovanili in questo sport, prima di iniziare a concentrarsi sulla corsa all'età di 16-17 anni. Nel 2018, al suo debutto internazionale nell'orienteering, è diventata la prima donna in assoluto a vincere una medaglia d'oro per la Gran Bretagna ai Campionati europei giovanili di orienteering in Bulgaria, vincendo l'evento sprint con un enorme margine di 34 secondi. Nel 2019, Keith ha continuato a far parte della squadra di staffetta britannica che ha vinto i Campionati mondiali junior di orienteering in Danimarca, la prima medaglia d'oro britannica in assoluto nella competizione.
Nel 2024 giunge terza nei 10000 metri piani ai campionati europei di Roma.

## Progressione

### 5000 metri piani
| Stagione | Misura  | Luogo      | Data      | Rank. Mond. |
| -------- | ------- | ---------- | --------- | ----------- |
| 2024     |         |            |           |             |
| 2023     | 8'52"51 | Copenaghen | 7-6-2023  |             |
| 2022     |         |            |           |             |
| 2021     | 9'16"50 | Tallinn    | 17-7-2021 |             |

| Stagione | Misura   | Luogo      | Data      | Rank. Mond. |
| -------- | -------- | ---------- | --------- | ----------- |
| 2024     | 14'43"24 | Suzhou     | 27-4-2024 |             |
| 2023     | 14'56"98 | Londra     | 23-7-2023 |             |
| 2022     | 15'53"35 | Birmingham | 14-5-2022 |             |
| 2021     | 16'10"35 | Manchester | 18-8-2021 |             |

### 10000 metri piani
| Stagione | Misura   | Luogo               | Data      | Rank. Mond. |
| -------- | -------- | ------------------- | --------- | ----------- |
| 2024     | 30'36"84 | San Juan Capistrano | 16-3-2024 |             |

## Palmarès
| Anno                                  | Manifestazione  | Sede          | Evento         | Risultato | Prestazione | Note  |
| ------------------------------------- | --------------- | ------------- | -------------- | --------- | ----------- | ----- |
| In rappresentanza della Gran Bretagna |                 |               |                |           |             |       |
| 2019                                  | Europei cross   | Lisbona       | Donne U20      | 27ª       | 15'06"      |       |
| 2019                                  | Europei cross   | Lisbona       | Squadre U20    | Oro       | 29 pt.      |       |
| 2021                                  | Europei U20     | Tallinn       | 3000 m piani   | 4ª        | 9'16"50     |       |
| 2021                                  | Europei cross   | Dublino       | Donne U20      | Oro       | 13'41"      |       |
| 2021                                  | Europei cross   | Dublino       | Squadre U20    | Bronzo    | 32 pt.      |       |
| 2022                                  | Europei cross   | Venaria Reale | Donne U23      | Argento   | 20'08"      |       |
| 2022                                  | Europei cross   | Venaria Reale | Squadre U23    | Oro       | 10 pt.      |       |
| 2023                                  | Mondiali cross  | Bathurst      | Corsa senior   | 52ª       | 38'32"      | [ 3 ] |
| 2023                                  | Mondiali cross  | Bathurst      | Squadre senior | 7ª        | 137 pt      | [ 4 ] |
| 2023                                  | Europei U23     | Espoo         | 5000 m piani   | Oro       | 15'34"33    |       |
| 2023                                  | Mondiali        | Budapest      | 5000 m piani   | Batteria  | 15'21"94    | [ 5 ] |
| 2023                                  | Europei cross   | Bruxelles     | Donne U23      | Oro       | 25'32"      |       |
| 2023                                  | Europei cross   | Bruxelles     | Squadre U23    | Oro       | 27 pt       |       |
| 2024                                  | Europei         | Roma          | 10000 m piani  | Bronzo    | 31'04"77    |       |
| 2024                                  | Giochi olimpici | Parigi        | 10000 m piani  | 23ª       | 33'19"92    | [ 6 ] |

## Altre competizioni internazionali
2022
- 5ª ai Campionati universitari di corsa campestre, ( Aveiro), 10 km - 32'42"

## Palmares - Orientamento
| Anno                                  | Manifestazione | Sede           | Evento    | Risultato | Prestazione | Note  |
| ------------------------------------- | -------------- | -------------- | --------- | --------- | ----------- | ----- |
| In rappresentanza della Gran Bretagna |                |                |           |           |             |       |
| 2018                                  | Europei U16    | Veliko Tarnovo | Corsa U16 | Oro       | 10'14"      | [ 7 ] |
| 2019                                  | Mondiali U20   | Silkeborg      | Staffetta | Oro       | 1h34'35"    | [ 8 ] |